# Gnomeo og Julie
Gnomeo & Julie er en britisk/amerikansk animationsfilm fra 2011 løst baseret William Shakespeares skuespil Romeo og Julie. Filmen er instrueret af Kelly Asbury.
Filmen indeholder musik fra Elton John.

## Handling
Havenisserne i frk. Montagues og hr. Capulets haver er bitre fjender. Efter at en af de røde havenisser Tybalt snyder i et plæneklipperløb, hvori plæneklipperen tilhører hr. Capulet, sniger to blå havenisser fra frk. Montagues have, Gnomeo og Benny, sig over hegnet for at sabrotere Tybalts plæneklipper. De bliver opdaget og må flygte, men under flugten træffer Gnomeo den røde havenisse Julie, som han straks forelsker sig i. Da Julie er datter af Grev Rødsten, lederen af de røde havenisser fra hr. Capulets have, samt Gnomeo er søn af Grevinde Blåberg, lederen af de blå havenisser fra frk. Montagues have, må det unge par nu gøre alt for at ikke afsløre deres forelskelse overfor hverken de blå eller røde havenisser, hvis ikke deres familiers stridigheder skal bluse endnu mere op og blive værre end som så. 

## Medvirkende
| Rolle                            | Original stemme  | Dansk stemme                  |
| -------------------------------- | ---------------- | ----------------------------- |
| Gnomeo                           | James McAvoy     | Mikkel Hansen                 |
| Julie                            | Emily Blunt      | Maria Lucia Heiberg Rosenberg |
| Tybalt                           | Jason Statham    | Pilou Asbæk                   |
| Nanette                          | Ashley Jensen    | Ditte Hansen                  |
| Lady Bluebury / Grevinde Blåberg | Maggie Smith     | Grethe Mogensen               |
| Lord Redbrick / Grev Rødsten     | Michael Caine    | Kjeld Nørgaard                |
| Bill Shakespeare / William       | Patrick Stewart  | Joen Bille                    |
| Benny                            | Matt Lucas       | Troels Malling Thaarup        |
| Paris                            | Stephen Merchant | Brian Lykke                   |
| Capulet                          | Richard Wilson   | Søren Malling                 |
| Featherstone / Fuglebjerg        | Jim Cummings     | Niels Ellegaard               |
| Fawn / Hjort                     | Ozzy Osbourne    | Steen Birger Jørgensen        |
| Miss / Frk. Montague             | Julie Walters    | Bodil Jørgensen               |
| Dolly Havenisse                  | Dolly Parton     | Laura Kvist Poulsen           |
| Terrafirmenator                  | Hulk Hogan       | Mads M. Nielsen               |